# Баравикас, Гядиминас
Гядими́нас Барави́кас (Гедиминас Вацлавович Баравикас; лит. Gediminas Baravykas; 12 апреля 1940, Пасвалис — 25 февраля 1995, Вильнюс) — литовский архитектор, заслуженный архитектор Литовской ССР, член-корреспондент Академии художеств СССР; автор проектов мемориальных ансамблей и значимых общественных зданий в Вильнюсе, Каунасе и других городах Литвы.

## Биография

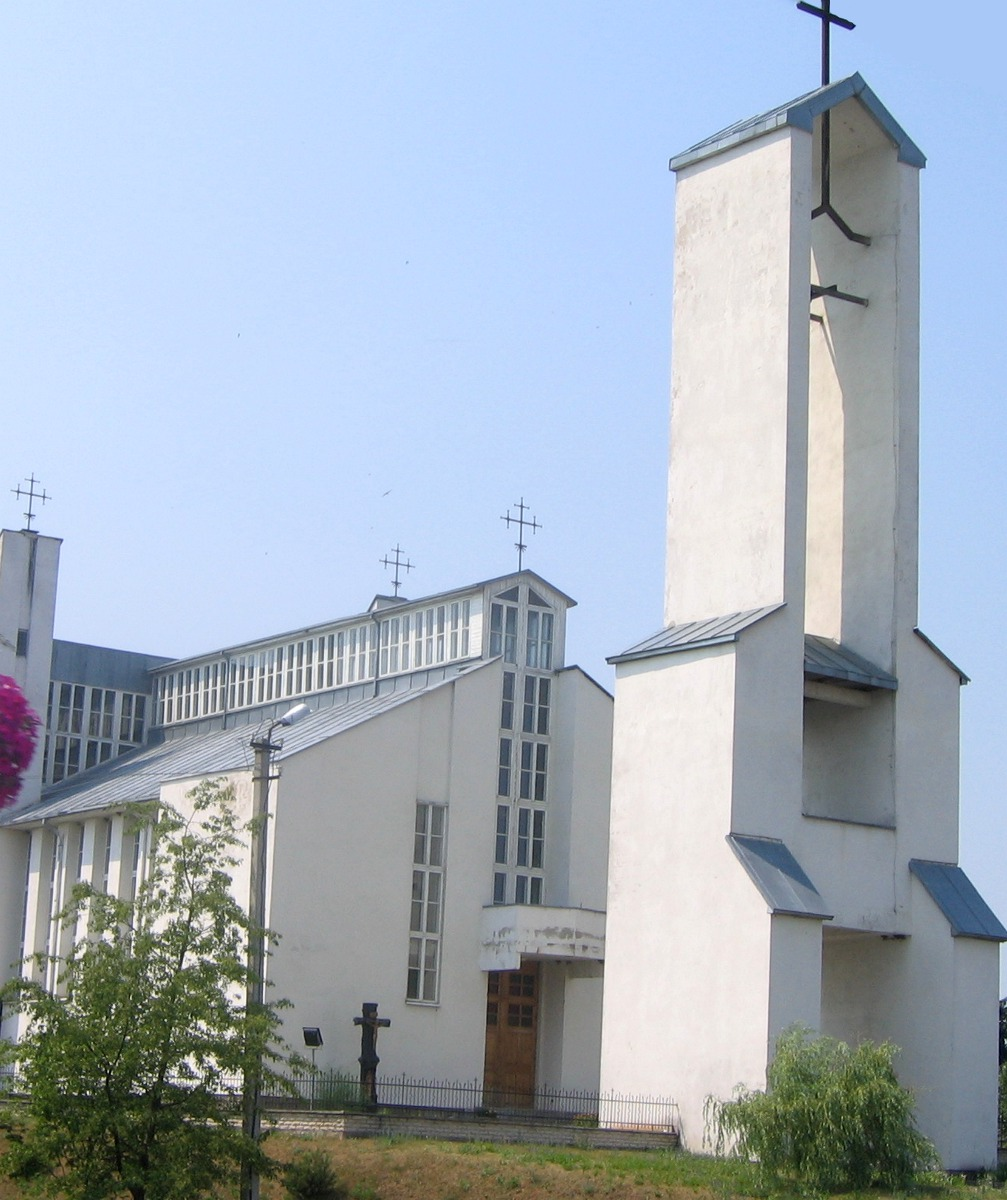
Костёл Святого архангела Михаила (деревня Сянойи Варена)

В 1958 году окончил Вильнюсскую среднюю школу имени Саломеи Нерис. Высшее образование получил в Государственном художественном институте Литовской ССР, по окончании которого (1964) работал в Институте проектирования городского строительства в Вильнюсе архитектором, затем руководителем группы (1970—1975), главным архитектором проектов (1975—1984), с 1984 года начальником отдела. В 1985—1987 годах был главным архитектором, в 1990—1992 годах — главный архитектор отдела Института проектирования городского строительства.
С 1978 года состоял в КПСС. В 1987—1990 годах — главный архитектор, начальник Главного управления архитектуры и градостроительства города Вильнюса. С 1988 года — член-корреспондент Академии художеств СССР. Был народным депутатом СССР от Союза архитекторов СССР. Состоял членом Комитета Верховного Совета СССР по вопросам архитектуры и строительства.
В 1992—1995 годах — руководитель проектировочной фирмы Urbis.

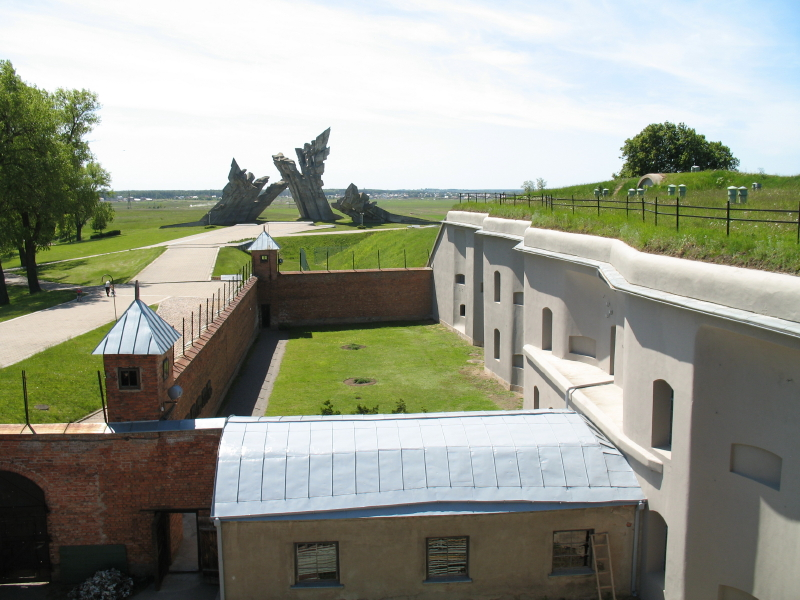
Мемориальный ансамбль IX форта (Каунас)

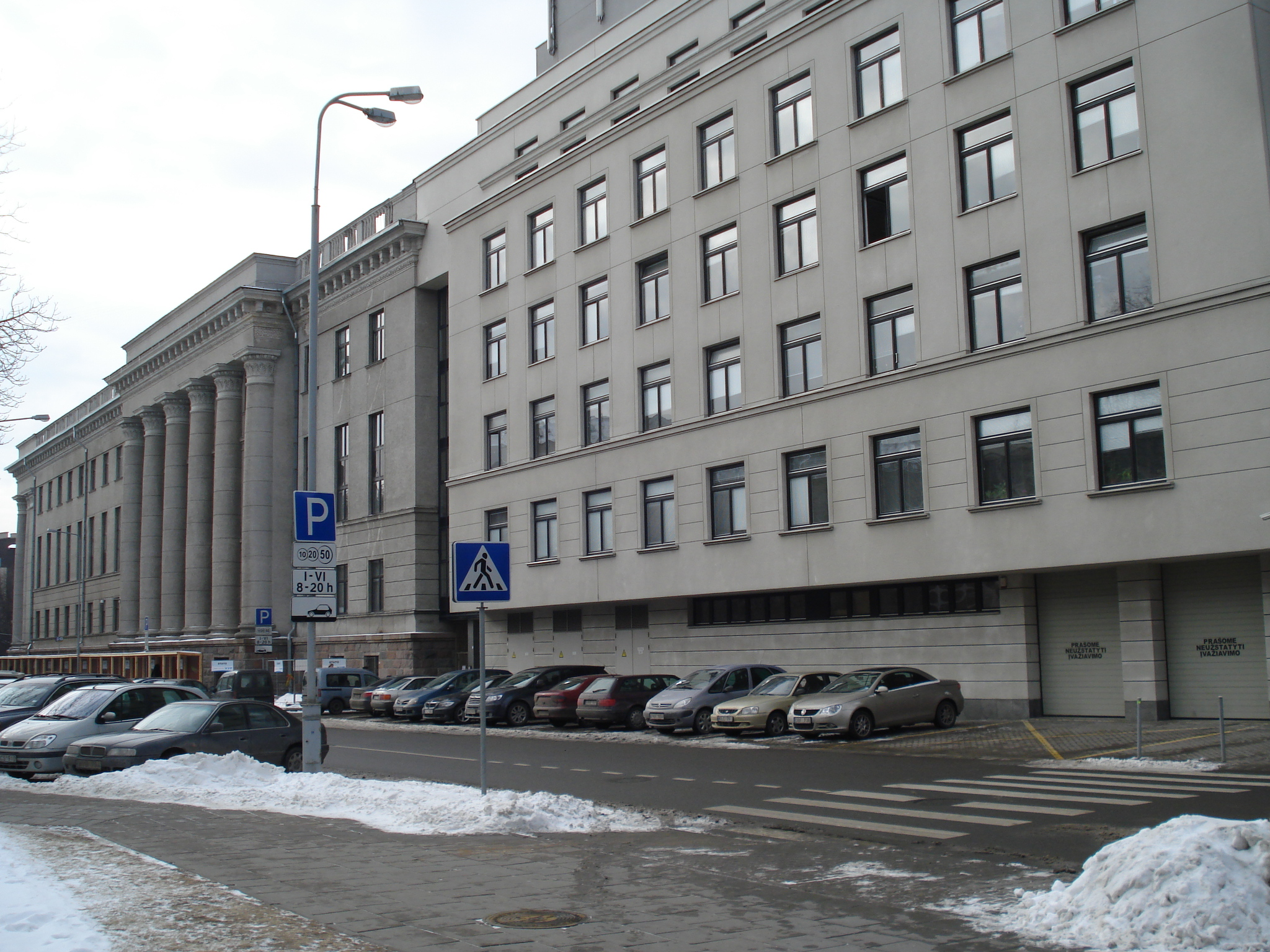
Пристройка Национальной библиотеки (правая часть здания; Вильнюс)

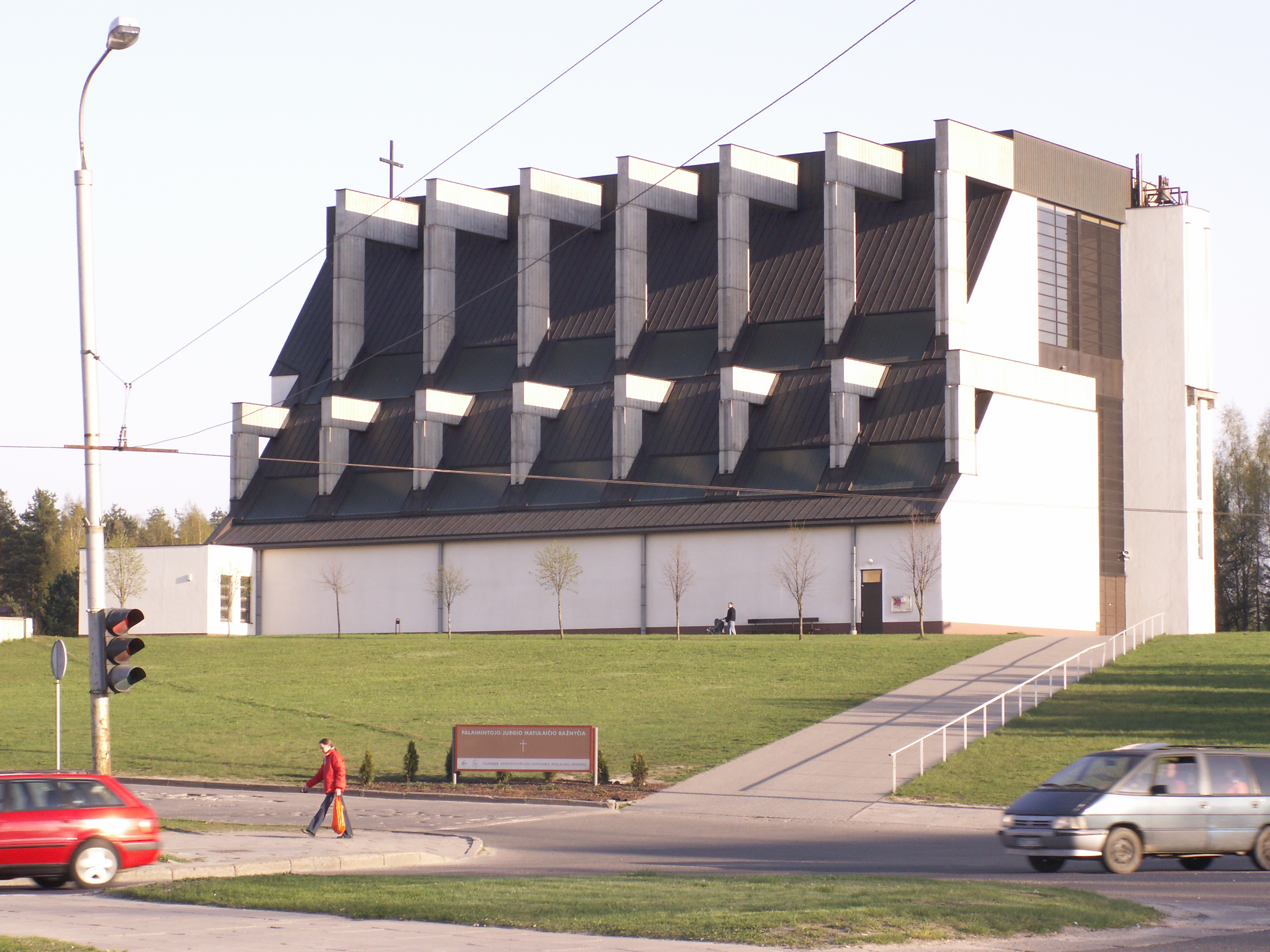
Костёл блаженного Юргиса Матулайтиса (Вильнюс)

## Творчество
- Памятники борцам за колхозную деревню (Шакяйский район) и революционеру Зигмасу Ангаретису (Вильнюс, скульптор Алфонсас Амбразюнас; 1972)
- Надгробный памятник Йонаса Рагаускаса (Вильнюс, скульптор Стяпонас Шараповас; 1973)
- Дворец бракосочетаний (Вильнюс, 1974; премия Совета министров СССР[3])
- Памятник Саломее Нерис (совместно с Гитисом Рамунисом, скульптор Владас Вильджюнас; Вильнюс, 1974)
- Кинотеатр «Москва» (два зала; Вильнюс, 1977)
- Мемориал на месте концентрационного лагеря Офлаг-53 (Пагегяй, скульптор Стяпонас Шараповас; 1977)
- Здание Высшей партийной школы и её общежития, ныне второе здание Академии просвещения университета им. Витовта Великого (бывший Вильнюсский педагогический университет; совместно с Гитисом Рамунисом; Вильнюс, 1977—1978)
- Памятник комсомольцам подпольщикам (Каунас, 1979)
- Здание Музея революции, ныне Национальная художественная галерея (совместно с Витаутасом Велюсом; Вильнюс, 1980)
- Памятник литовским партизанам подпольщикам (Вильнюс, 1983)
- Дворец записей актов гражданского состояния (Аникщяй, 1984)
- Общественно-торговый центр Шяшкине (совместно с Кястутисом Пямпе, Гитисом Рамунисом; Вильнюс, 1984)
- Мемориальный ансамбль IX форта (совместно с Витаутасом Велюсом, скульптор Алфонсас Амбразюнас; Каунас, 1984)
- Дом отдыха у озера Бильджю (совместно с Кястутисом Пямпе, Гитисом Рамунисом; Вильнюсский район, 1985)
- Пристройка Национальной библиотеки имени Мартинаса Мажвидаса (совместно с Л. Маерене; Вильнюс, 1986)
- Площадь у Музея революции со скульптурой «Первые ласточки» (совместно с Альгимантасом Насвитисом, Витаутасом Насвитисом, скульптор Юозас Микенас; Вильнюс, 1987)
- Фабрика „AMH Elgama“ и общежитие (совместно с другими; Вильнюс, 1993)
- Памятник композитору Юозасу Науялису (Раудондварис Каунасского района, скульптор Ляонас Жуклис; 1994)
- Костёл Святого архангела Михаила (совместно с Брунонасом Бакайтисом; деревня Сянойи Варена Варенского района, 1994)
- Костёл блаженного Юргиса Матулайтиса (совместно с Ричардасом Криштапавичюсом и другими; Вильнюс, 1996)[3]

## Награды и звания
- 1976 Премия Совета министров СССР (за Вильнюсский Дворец бракосочетаний)
- 1976 заслуженный архитектор Литовской ССР
- 1985 Государственная премия СССР (за мемориальный комплекс IX форта в Каунасе)
- 1988 член-корреспондент Академии художеств СССР

## Улица Гядиминаса Баравикаса
1 марта 2010 года одной из улиц в вильнюсском районе Шнипишкес (до того безымянной) присвоено имя архитектора.. Именем Гядиминаса Баравикаса названа улица неподалёку от центра развлечений „Forum palace“ и спроектированного им здания бывшего Музея революции. Она соединяет проспект Конституциёс и улицу Упес. Фонд архитектора Гядиминаса Баравикаса („Architekto Gedimino Baravyko fondas“) 12 апреля 2010 года организовал торжество открытия улицы.